# Brachylagus idahoensis
El conejo pigmeo (Brachylagus idahoensis) es una especie de mamífero lagomorfo de la familia Leporidae. Es el único representante del género Brachylagus. Vive en Norteamérica, siendo el más pequeño de los lepóridos norteamericanos con un peso que oscila entre los 375 y 500 g en adultos y con una longitud media de 23,5 a 30 cm, algo más en hembras. Podemos distinguirlo de otros lepóridos por su pequeño tamaño, sus cortas orejas, su color grisáceo, sus pequeñas patas traseras y por carecer de pelaje blanco en la cola, por lo que no se puede confundir con los conejos de cola de algodón.

## Hábitat
El conejo pigmeo se encuentra normalmente en zonas de densa y alta cubierta vegetal principalmente de la especies del género  Artemisia tridentata (en inglés conocidas como sagebrush), y dependen de ellas para alimentarse y esconderse durante todo el año.

## Reproducción
La temporada de cría es corta, de marzo a mayo en la región de Idaho y de febrero a marzo en Utah. Se supone que los gazapos crecen en nidos dentro de las madrigueras ya que ninguno ha sido encontrado aún. El apareamiento se produce cuando la hembra está lista, lo cual está condicionado por los períodos de luz y la cantidad de alimento disponible. Pueden tener hasta 3 camadas en un año con una media de 6 crías por camada, las cuales serán capaces de reproducirse en un año.

## Comportamiento
Los conejos pigmeos, a diferencia del resto de conejos norteamericanos, son capaces de construir sus propias madrigueras aunque también utilizan las que han hecho otros animales. Las madrigueras están compuestas por varias cámaras conectadas entre sí. Las entradas generalmente están al lado de Artemisias, para poder huir de un lugar a otro en caso de verse amenazados. Se mueven con cuidado por el suelo y es raro verles saltar.
Brachylagus idahoensis utiliza varios sonidos para comunicarse, como los chirridos cuando se asustan. El macho dominante comunica su dominancia por medio de posturas corporales.